# بيدرو أرياس دافيلا
بيدرو أرياس دافيلا (1440 - 6 مارس 1531) كان جندي وحاكم إسباني، قاد أول بعثة إسبانية إلى البر الرئيسي للعالم الجديد هناك شغل منصب حاكم بنما (1514-1526) ونيكاراغوا (1527-1531)، وأسس مدينة بنما (1519).